# Siretoko Nemzeti Park
A Siretoko Nemzeti Park (知床国立公園 Siretoko Kokuricu Kóen) az Ohotszki-tengerbe nyúló Siretoko-félszigeten található, amely Japán legészakibb szigetén, Hokkaidó észak-keleti részén helyezkedik el. A siretoko szó egy ainu „sir etok” kifejezésből ered, melynek jelentése „ahol a világ előugrik” vagy „ahol a Föld véget ér”. A park a félsziget középső részétől a csúcsáig (Siretoko-fok) tart és környező tengeri területeket hordozza magában. Jól ismert a vulkánokról, az őserdőkről, a tengeri sziklás partokról, a tengeri madarakról és a barna medvékről. A Siretoko Nemzeti Park egyike a leggazdagabb ősi látványosságok közül Japán egész nemzeti parkrendszere között.

## Földrajz
Az északkelet-délnyugat irányban elnyúló félsziget északnyugati oldalán határos az Ohotszki-tengerrel, a délkeleti oldalán pedig a Csendes-óceánnal. Tőle keletre található a Kuril-szigetekhez tartozó Kunasir-sziget, amellyel párhuzamosan fekszik, innen a Nemuro-tengerszoros választja el. A hideg Oja-Sio-áramlat déli irányban halad a szigetnél.
A Siretoko-foktól egészen a félsziget csúcsáig vulkánok sorozata halad, magában foglalva a Siretoko-hegyet, az Unabecu-hegyet, és az Ió-hegyet. A félsziget része a Csisima vulkanikus zónának. A vulkanikus zóna miatt számos onszen (meleg vizű forrás ill. fürdő) található itt, például a Szeszeki onszen és az Ivaobecu onszen.
A félszigeten fekszik Rauszu és Sari városa.

### Hegyei
- Rauszu-hegy
- Sari-hegy
- Poromoi-hegy
- Siretoko-hegy
- Dokkarimui-hegy
- Rusa-hegy
- Higasi-hegy
- Minami-hegy
- Ió-hegy
- Okkabake-hegy
- Szasirui-hegy
- Csinnisibecu-hegy
- Csienbecu-hegy
- Onnebecu-hegy
- Unabecu-hegy
- Szamakke Nupuri-hegy
- Sibecu-hegy

#### Siretoko-fok
A Siretoko-félsziget csúcsánál található Siretoko-fok nagyméretű gyepterületekből áll, amelyek az Ohotszki-tenger felé néznek.

#### Frepe-no-taki vízesés
A Maiden's Tears vízesés néven is ismert vízesést a sziklából előtörő föld alatti víz jellemzi. Télen lehetőség van arra, hogy a fagyott vízesést csodáljuk.

## Éghajlat
Az Oja-Sio-áramlat nagy hatással van a félsziget időjárására. A félszigeten a rövid nyár és a hosszú tél a jellemző. Az áramlat ködöt okoz a délkeleti partvidéken és tengeri jeget télen. Szeptembertől júniusig hó fedi a hegycsúcsokat, a nagyon magas hegycsúcsokon a hó megmarad egész nyáron.

## Ökoszisztéma
A Siretoko egyike a világ leggazdagabb integrált ökoszisztémájának. A földi és tengeri területeket magába foglaló terület Hokkaidó északkeleti részén található, és a Siretoko-félsziget egy részéből áll, amely az Ohotszki-tengerbe és a környező tengeri területekbe nyúlik ki. A területnek a tengeri és szárazföldi részein rendkívül magas a termékenysége, amelyet az északi féltekén a legalacsonyabb szélességi fokú szezonális tengeri jég képződése nagymértékben befolyásol, emellett a tengeri és szárazföldi ökoszisztémák közötti kiemelkedő kölcsönhatása egyedülálló. Az Ohotszki-tenger jégképződéséből adódó tápanyagban gazdag köztes vízellátás lehetővé teszi az elsődleges trofikus (szövetek táplálására vonatkozó) termelést, beleértve a korai tavaszi fitoplankton virágzását is, amely megerősíti a környező tengerek ökoszisztémáját. Ez pedig megőrzi a szárazföldi fajok, köztük a barna medve és az óriás halászbagoly táplálékforrásait a lazacfajokon keresztül, amelyek folyásiránnyal szemben úsznak, hogy ikrákat rakjanak le.
A térség globálisan fontos számos tengeri fajnak, és a világszerte veszélyeztetett tengeri és vándorló madaraknak. A szárazföldi ökoszisztéma különböző típusú érintetlen növényzetet tudhat magának, amely tükrözi a félsziget összetett topográfiáját és időjárási viszonyait, valamint élőhelyként szolgál a gazdag és sokféle állat- és a növényvilágnak, beleértve a veszélyeztetett és honos fajokat is, mint például a Viola kitamiana. Siretoko kiváló példája a tengeri és szárazföldi ökoszisztémák kölcsönhatásának, mindemellett a rendkívüli ökoszisztéma-termelékenységnek, amelyet nagyban befolyásol a szezonális tengeri jég kialakulása az északi féltekén a legalacsonyabb szélességi tartományban, korábban előfordulva itt, mint más tengeri jégterületen. Az ökológiai folyamatok ábrázolására, a fitoplankton az olvadó tengeri jég és a mély óceán által szolgáltatott tápanyagoktól fejlődik, és az áramláson keresztül belép a rendszerbe. A tápláléklánc (táplálék körforgás) a fitoplankton virágzásból indul ki beleértve a halakat, madarakat és emlősöket, így kialakítva egy dinamikus ökoszisztémát az óceán, a folyók és az erdők felett.

## Növény és állatvilág
Siretoko különösen fontos számos tengeri és szárazföldi faj esetében. A kontinens északi fajait és Honsú déli fajait vegyítve a félsziget számos állatfajt támogat. Ezek közé tartozik számos veszélyeztetett és honos faj, mint például a már említett óriás halászbagoly és Viola kitamiana. 
A félsziget egyike a világon a legsűrűbben előforduló barnamedve-populációnak.  Továbbá jelentős szerepe van a globálisan veszélyeztetett tengeri és vándorló madarak számára, mint előfordulási hely. Ezen madarak közé tartozik az óriásrétisas, a fehérfarkú tengeri sas, a sirály, a tengeri kormorán (kárókatona) és az északi füzike.
Ezenkívül Siretoko globálisan fontos megannyi lazacfaj esetében is, amely számos kis vízgyűjtő területen élőhelyet biztosít több csendes-óceáni lazacfajnak, köztük fehér foltos lazacnak, masu lazacnak, chum lazacnak és gorbusalazacnak. Ezek a vízgyűjtők különleges jelentőséggel bírnak, mivel a világ legdélibb élőhelye a Dolly Varden (vándorló, ívás után visszatér a tengerbe) lazacnak. Az félsziget szezonális élőhely számottevő tengeri emlős számára, beleértve a Steller-oroszlánfókát, a pettyes fókát, a kardszárnyú delfint, a csukabálnát, a nagy ámbráscetet, a Dall-disznódelfint és a veszélyeztetett közönséges barázdásbálnát.
Emellett bálnanézés a helyi turizmus népszerű attrakciója a Rauszu közelében fekvő Nemuro-szorosnál. A cetfélék 13 vagy 14 faját jegyezték fel a területen. Az ámbráscet és a Baird-féle csőröscet hímekből álló kisebb csoportja látható a sziget partjáról, amely igen ritka a világon.
Siretoko területét tűlevelű és lombhullató fa fajták fedik le, mint például a sakhalin fenyő, az ezo lucfenyő és a mizunara tölgy. Ezer méter felett nő a szibériai törpe fenyő. 

## Sértetlenség
A térség határai a most létező törvény által kijelölt és védett területeket tartja számon, így 71 100 hektár területet foglalnak magukban, beleértve az integrált ökoszisztéma összes védett területét, amelyek rendkívül gazdag tengeri és szárazföldi ökoszisztémát tartalmaznak, ez kellően felöleli az összes kulcsfontosságú szárazföldi és tengeri ökológiai biodiverzitás (biológiai sokféleség) területeit. A szárazföldi határok ésszerűek és védik a legfontosabb természeti képződményeket, míg a tengeri határok 3 km-re terjednek ki partvonaltól, ami megfelel a 200 méteres mélységnek, amely lefedi a tengeri ökológiai diverzitás fő területét. 
A régió alapvető halászati ágazata tekintélyes idő alatt zajlott a térségben, valamint a fenntarthatóság biztosítására tett legutóbbi intézkedések segítenek a térség értékes gazdasági hozzájárulásának kezeskedésében, miközben próbálják biztosítani a természeti értékek megőrzését. A helyi érdekeltekkel folytatott széles körű konzultáció és a Többszörös Felhasználású Integrált Tengeri Gazdálkodási Terv (Multiple Use Integrated Marine Management Plan) kidolgozása szintén segíti az irányító hatóságokat, hogy elérjék a fenntartható iparág célkitűzését továbbá a folyamatos hosszú távú megőrzést.
Az nemzeti park szárazföldi határai védik a sziget legfontosabb természeti képződményeit, a partvonaltól egészen a hegycsúcsokig, 1600 m magasan. 
A szárazföldi terület nagy része természetes vagy félig természetes állapotban van és fizikai jellemzői továbbra is a nagyfokú természetes integritását, sértetlenségét őrzi meg. Az irányító képviseletek megfelelő forrásokkal rendelkeznek a gazdálkodási terv rendelkezéseinek végrehajtásához, beleértve a barna medve és a szikaszarvasok nagy sűrűségének kezelésére irányuló stratégiákat is.

## Védelmi intézkedések
A parkot számos nemzeti törvény és rendelet védi, beleértve a természetvédelmi törvényt (1972), a természeti parkokról szóló törvényt (1957), a nemzeti erdők igazgatásáról és kezeléséről szóló törvényt (1951) és a veszélyeztetett fajok védelméről szóló törvényt (1992). 
Ezen törvények mellett a tengert előírások védik, amelyek a halászatra és a szennyezésre vonatkoznak, és amelyeket többek között a Hokkaido-i halászati törvény alapján megfelelően kezelnek.
A szigeten belül ritka és veszélyeztetett fajok, mint például az óriásrétisas, a rétisas és a Blakiston-i halászbagoly szintén a veszélyeztetett vadon élő állat- és növényfajok védelmi törvényei szerint vannak védve és a kulturális értékek védelméről szóló törvény alapján természetes műemlékként tartják nyilván.

## Turizmus
A parkon belül történő turizmus egyre fontosabb kérdés. Nyáron nagyszámú turista látogat el ide, valamint télen növekszik a számuk, hogy a tengeri jég szépségét csodálják meg. 

## Klímaváltozás
Az éghajlatváltozás hosszú távú hatásai nem tisztázottak, de mivel a tengeri és szárazföldi ökoszisztémák közötti kölcsönhatások igen összetettek, az éghajlatváltozás hatásai aggodalomra adnak okot. Az ilyen hatások megválaszolása érdekében a felügyeleti tevékenységek a Tudományos Tanács értekezései alapján folynak.